# ورنر هوخباوم
ورنر هوخباوم (آلمانی: Werner Hochbaum; ۷ مارس ۱۸۹۹ – ۱۵ آوریل ۱۹۴۶) کارگردان فیلم، فیلم‌نامه‌نویس و تهیه‌کننده فیلم اهل آلمان بود.